# 로버트 웨버

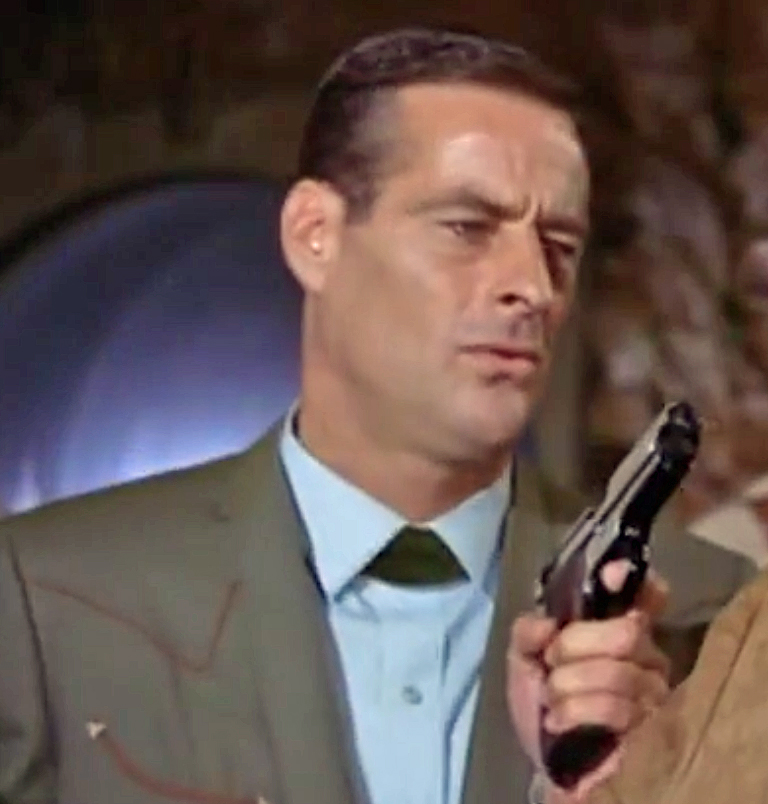

로버트 웨버(Robert Webber, 1924년 10월 14일 ~ 1989년 5월 19일)는 미국의 배우, 텔레비전 배우, 영화배우이다.
샌타애나에서 태어났으며 말리부에서 사망하였다. 사인은 근위축성 측색 경화증이다.

## 영화
- 최후의 판결 (1987년)
- 제3의 침입자 (1986년)
- 지옥의 특전대 2 (1985년)
- 블루문 특급 - 시리즈 (1985년)
- 특수공작원 아이언맨 (1984년)
- 무인지대 (1984년)
- 스타플라이트 (1983년)
- 잠들지 마라 (1982년)
- 성난 눈동자 (1982년)
- SAS 특공대 (1982년)
- 쾌걸 매버릭 (1981년)
- 할리우드의 건달들 (1981년)
- 주말의 연정 (1980년)
- 벤자민 일등병 (1980년) - 클레이 쏜부시 역
- 텐 (1979년) - 휴 역
- 케이시의 그림자 (1978년)
- 핑크 팬더 5 : 핑크 팬더의 복수 (1978년)
- 콰이어보이 (1977년)
- 끌로드 부인 (1977년)
- 형사 Q (1976년)
- 미드웨이 (1976년)
- 특수기동대 (1975년)
- 가르시아 (1974년)
- 명탐정 바나비 존즈 (1973년)
- 달라스 (1971년) - 엣토니 역
- 수사관 맥클라우드 (1970년)
- 위대한 희망 (1970년)
- 마농 (1968년)
- 아이언 사이드 (1967년)
- 더티더즌 (1967년) - Brig. Gen. 덴튼 역
- 사이렌서 (1966년)
- 명탐정 하퍼 (1966년)
- LA 현금 탈취 작전 (1966년)
- 도요새 (1965년)
- 스트리퍼 (1963년)
- 12명의 성난 사람들 (1957년) - 배심원 12 역
- 서스펜스 (1949년)
- 스튜디오 원 (1948년)